# روی اوبراین
روی اوبراین (انگلیسی: Roy O'Brien؛ زادهٔ ۲۷ نوامبر ۱۹۷۴) بازیکن فوتبال اهل جمهوری ایرلند است.
از باشگاه‌هایی که در آن بازی کرده‌است می‌توان به باشگاه فوتبال ویموث، باشگاه فوتبال آرسنال، باشگاه فوتبال ای‌اف‌سی بورنموث، باشگاه فوتبال یئوویل تاون، و باشگاه فوتبال ویگان اتلتیک اشاره کرد.